# 扁平動物
扁平動物（へんぺいどうぶつ、 Platyzoa）は、前口動物に属する動物の分類群の一つ。1998年にトーマス・キャバリエ＝スミスによって輪形動物、鉤頭動物、腹毛動物、顎口動物、扁形動物を含む分類群として提唱された。また2000年に発見された微顎動物も扁平動物に含まれる。一部の研究者はさらに系統的位置が定まっていない有輪動物や内肛動物を加えることもある。
扁平動物の単系統性は分子系統解析によっても支持されてきたが、一方でこの支持が長枝誘引を原因とした誤りである可能性も指摘されていた。2014年以降の解析は扁平動物が側系統群であることを支持している。
- 吸啜動物[14] Rouphozoa Struck et al., 2014
  - 扁形動物門 Platyhelminthes
  - 腹毛動物門 Gastrotricha
- 担顎動物 Gnathifera Ahlrichs, 1995
  - 顎口動物門 Gnathostomulida
  - 微顎動物門 Micrognathozoa
  - 多核皮動物[15] Syndermata Ahlrichs, 1995
    - 輪形動物門 Rotifera
    - 鉤頭動物門 Acanthocephala